# 异丁醇
异丁醇（IUPAC名：2-甲基-1-丙醇）(2-Methyl-1-Propanol) 是一种无色易燃，有特殊气味的有机化合物。其异构体为正丁醇、仲丁醇和叔丁醇。它被列为醇类，因此，它被广泛用作化学反应的溶剂，同时也是有机合成的一个有用的原料。異丁醇 isobutanol 又稱 isobutyl alcohol  為同義詞。
在自然界，异丁醇能通过碳水化合物的自然发酵得到。它也可能是有机质降解过程中的一个副产品。工业上从丙烯的羰基合成得到正、异丁醛，再加氢、分离产物便得到异丁醇。

## 应用
异丁醇的主要用途是生产乙酸异丁酯，这种化合物主要用于生产漆和类似涂层，并且也作为食品调味剂。
异丁醇也用于工业上的合成异丁酯类，例如邻苯二甲酸二异丁酯（DIBP）被用作橡胶、塑料等的增塑剂。
异丁醇的其他应用包括作为油漆、墨水等的溶剂和清漆的清理剂。添加少量异丁醇到油漆中可降低油漆的黏度，提高刷流量，并阻碍石油残余物在被漆件表面的生成。
异丁醇的部分小用途还包括了作为火花点火发动机的汽油添加剂，这有助于防止化油器结冰。异丁醇还可用作有机化合物的化学萃取剂，在薄层色谱中可做流动相。
在未来，异丁醇可能替代汽油而成为内燃机的燃料。现时Gevo等公司正在积极地研究这一用途。

## 安全
异丁醇是一种挥发性的易燃液体，应储存在的通风良好的地方。它能轻度刺激皮肤，强烈刺激眼睛、粘膜和呼吸道。接触高浓度的蒸气可引起暂时性麻醉。
异丁醇被认为有轻微毒性，它已被证明可能造成小鼠和人类的肝损伤。摄入过量还可能导致酒精中毒。